# 共产党大屠杀遇难者纪念日

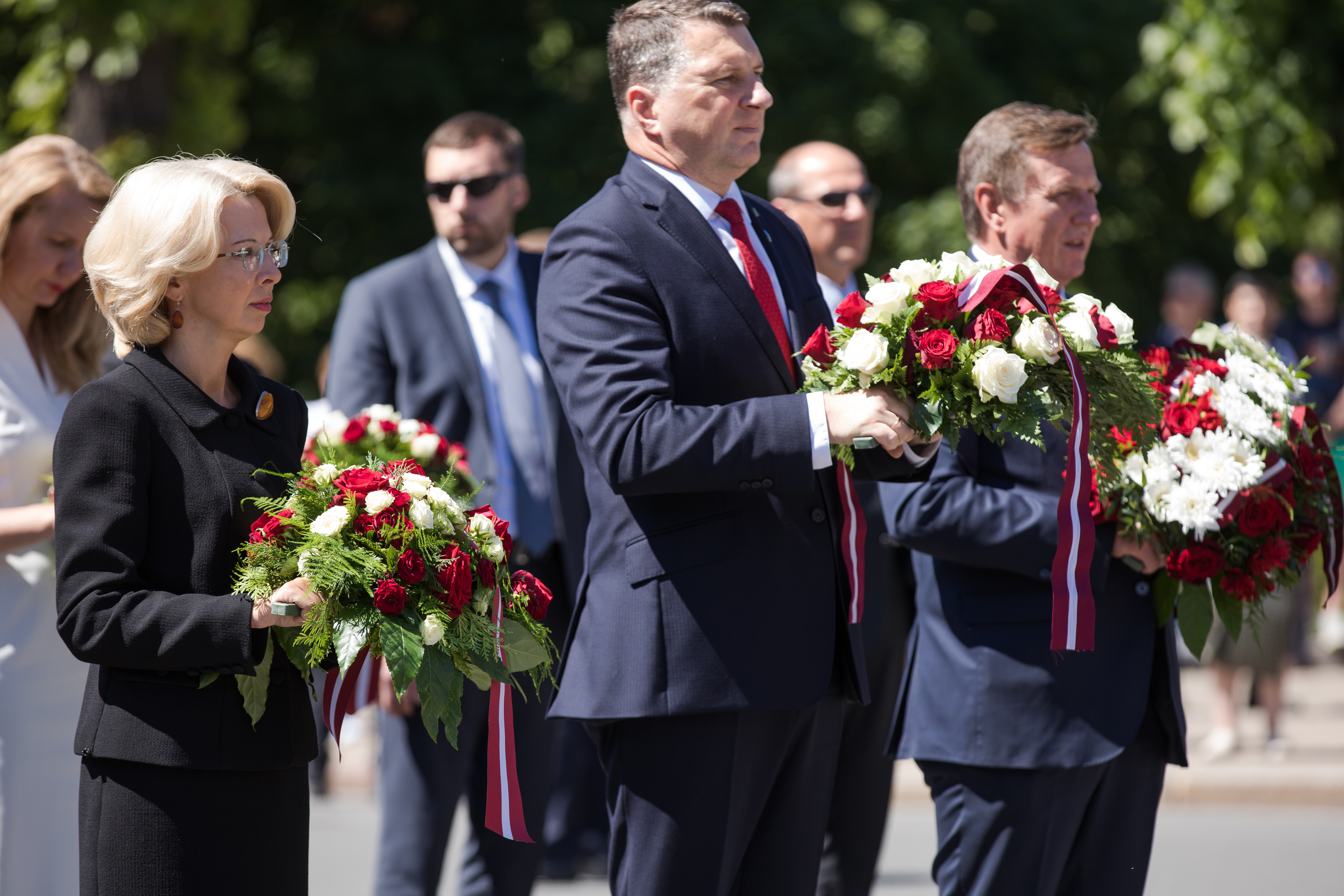
拉脱维亚议会议长因娜拉·穆尔涅斯、拉脱维亚总统莱伊蒙茨·维尤尼斯和拉脱维亚总理马里斯·古金斯基（自左向右）在2018年共产党大屠杀遇难者纪念日期间向自由纪念碑献花

共产党大屠杀遇难者纪念日纪念被苏联当局强制流配的拉脱维亚居民。该节日在3月25日和6月14日举办，分别纪念1949年 三月遣送和1941年的六月遣送。共产党大屠杀遇难者纪念日由拉脱维亚政治迫害受害者协会组织的进程纪念，从拉脱维亚被占领时期博物馆到自由纪念碑，由拉脱维亚总统、议会议长和总理敬献鲜花。